# Fanni Pigniczki
Fanni Pigniczki (Budapest, 23 de enero de 2000) es una deportista húngara que compite en gimnasia rítmica, en la modalidad individual.
Ganó una medalla de bronce en el Campeonato Mundial de Gimnasia Rítmica de 2023 y una medalla de plata en el Campeonato Europeo de Gimnasia Rítmica de 2024. Además, consiguió dos medallas de bronce en los Juegos Mundiales de 2022.

## Palmarés internacional
| Campeonato Mundial | Campeonato Mundial | Campeonato Mundial | Campeonato Mundial |
| Año                | Lugar              | Medalla            | Prueba             |
| ------------------ | ------------------ | ------------------ | ------------------ |
| 2023               | Valencia (España)  | Medalla de bronce  | Aro                |
| Campeonato Europeo |                    |                    |                    |
| Año                | Lugar              | Medalla            | Prueba             |
| 2024               | Budapest (Hungría) | Medalla de plata   | Pelota             |